# Amerikaanse gouverneursverkiezingen 2019
De Amerikaanse gouverneursverkiezingen 2019 werden gehouden in oktober en november 2019 in de Verenigde Staten. Hierbij kozen drie Amerikaanse staten een nieuwe gouverneur, te weten Kentucky, Louisiana en Mississippi. In Louisiana vond de eerste ronde van de verkiezingen plaats op 12 oktober en een tweede ronde op 16 november. In de andere twee staten viel de verkiezingsdag op 5 november.

## Achtergrond
- In Kentucky was de Republikeinse gouverneur Matt Bevin herkiesbaar voor een tweede ambtstermijn. Bevin, die in 2015 was aangetreden als opvolger van de Democraat Steve Beshear, verloor zijn herverkiezing echter van diens zoon Andy Beshear. Aangezien de verschillen zeer nipt waren, werd door Bevin een controle van de uitslagen bedongen, maar deze leverde geen ander resultaat op.
- In Louisiana was de Democratische gouverneur John Bel Edwards herkiesbaar voor een tweede ambtstermijn. Omdat geen enkele kandidaat in de eerste ronde een meerderheid behaalde, was een tweede ronde noodzakelijk.[1] Hierin werd Edwards uiteindelijk herkozen. Het was de eerste keer sinds 1975 dat een Democratische gouverneur in Louisiana herkozen werd.
- De Republikeinse gouverneur van Mississippi, Phil Bryant, was na twee volledige ambtstermijnen niet opnieuw verkiesbaar. Zijn partijgenoot Tate Reeves, die onder Bryant als luitenant-gouverneur diende, stelde zich hierop kandidaat en werd verkozen tot gouverneur.

## Uitslagen
| Staat       | Zittende gouverneur | Partij      | Eerst verkozen | Status                                      | Uitslag belangrijkste kandidaten                       |
| ----------- | ------------------- | ----------- | -------------- | ------------------------------------------- | ------------------------------------------------------ |
| Kentucky    | Matt Bevin          | Republikein | 2015           | verslagen, Democratische overwinning        | Andy Beshear (D) - 49,2% Matt Bevin (R) - 48,8%        |
| Louisiana   | John Bel Edwards    | Democraat   | 2015           | herkozen                                    | John Bel Edwards (D) - 51,3% Eddie Rispone (R) - 48,7% |
| Mississippi | Phil Bryant         | Republikein | 2011           | niet herkiesbaar, Republikeinse overwinning | Tate Reeves (R) - 52,2% Jim Hood (D) - 46,5%           |